# Asplenium formosae
Asplenium formosae är en svartbräkenväxtart som beskrevs av Christ. Asplenium formosae ingår i släktet Asplenium och familjen Aspleniaceae. Inga underarter finns listade.